# Træsmedeværktøj
Træsmedeværktøj er betegnelse for det værktøj der anvendes af træsmede, det være sig snedker, tømrer, hjulmager, bådebygger eller instrumentbygger.